# 50 let Pobedy

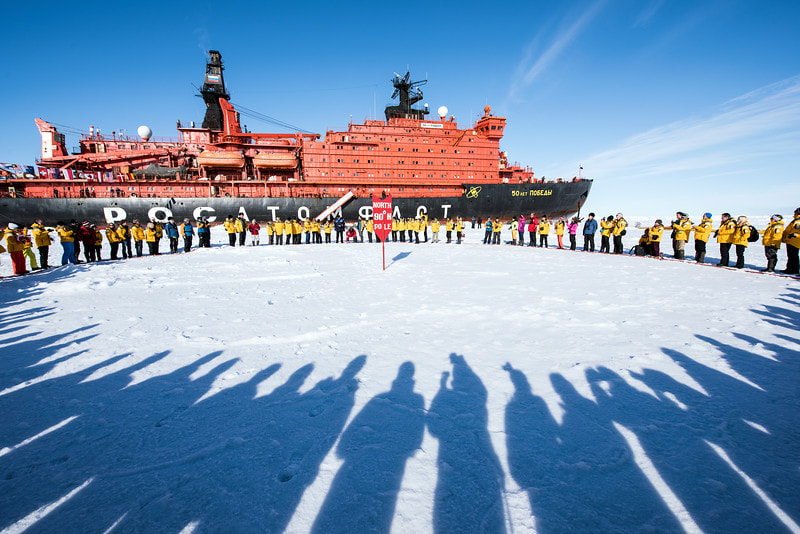
La 50 let Pobedy al polo nord nel 2015

La nave 50 let Pobedy – in russo 50 лет Победы?, traducibile in italiano come 50 anni della Vittoria – è un rompighiaccio a propulsione nucleare russo della classe Arktika (progetto 10521).

## Sviluppo
La costruzione basata sul progetto numero 10521 cominciò il 4 ottobre 1989 nei cantieri Baltic a San Pietroburgo.
Il nome in origine era Ural.
I lavori si sono fermati nel 1994 per mancanza di fondi e sono ripresi nel 2003.

## Impiego
Nell'ottobre del 2013 ha trasportato la torcia olimpica, utilizzata per accompagnare il percorso della fiamma olimpica in occasione dei XXII Giochi olimpici invernali di Soči 2014, fino al polo nord, portando per la prima volta questo simbolo dei giochi olimpici nel mar Glaciale Artico.
Oltre al compito principale di aprire le rotte nel mar Glaciale Artico, il rompighiaccio effettua anche delle crociere artiche, di regola, al polo nord, con uno scalo nella terra di Francesco Giuseppe. Durante la crociera a bordo sono disponibili per i turisti: un ristorante, un palazzetto dello sport, una sauna, una piscina, una biblioteca e un salone per la musica; vi è inoltre un sistema di televisione satellitare.